# ورویا
شهر ورویا در استان مقدونیه مرکزی در کشور یونان واقع شده است که دارای جمعیت ۴۵٬۳۴۴ نفر می‌باشد.

## تاریخ

#### کلاسیک و رومی وریا
شهرت دارد که نام این شهر توسط اسطوره خالق آن، برس (همچنین فِرز) یا از نام دختر پادشاه برویا که گمان می‌رفت پسر مقدونیه است، گرفته شده است. وریا در زمان پادشاهان سلسله ارگاد (که مشهورترین عضو آن اسکندر کبیر بود) از رونق زیادی برخوردار بود که آن را دومین شهر مهم خود پس از پلا ساختند. این شهر در دوره هلنیستی، در دوران سلطنت سلسله آنتیگونید به اوج شکوه و نفوذ خود رسید. در طول این مدت، وریا مقر مشترک از مقدونی‌ها (کوینون مقدونی‌ها) شد، دوران سکه خود را ضرب کرد و بازی‌های ورزشی به نام «الکساندریا» را به افتخار اسکندر مقدونی برگزار کرد. ورزشکار از سراسر یونان در آنها رقابت می‌کنند.
وریا در ۱۶۸ ق. م تسلیم  روم شد. در طول امپراتوری روم، وریا به عبادتگاه رومیان تبدیل شد. دیوکلتیان این شهر بزرگ و پرجمعیت را یکی از دو پایتخت استان رومی  مقدونیه، که در مدنی اسقف‌نشین مقدونیه نامیده می‌شود، قرار داد. در داخل شهر یک سکونتگاه یهودی وجود داشت که در آن  پولس رسول، پس از ترک تسالونیکی، و همراهش سیلاس برای جوامع یهودی و یونانی شهر در ۵۰/۵۱ یا ۵۴/۵۵ بعد از میلاد. کتاب مقدس سوابق:
{{ نقل قول | به محض اینکه شب شد، برادران پولس و سیلاس را به بریه فرستادند. پس از رسیدن به آنجا به کنیسه یهودیان رفتند. اکنون بریایی‌ها از تسالونیکیان شخصیت شریف‌تری داشتند، زیرا آنها پیام را با اشتیاق فراوان دریافت می‌کردند و هر روز کتاب مقدس را بررسی می‌کردند تا ببینند آنچه پولس گفت درست است یا خیر. بسیاری از یهودیان و همچنین تعدادی از زنان برجسته یونانی و بسیاری از مردان یونانی ایمان آوردند. وقتی یهودیان تسالونیکی متوجه شدند که پولس در بریا کلام خدا را موعظه می‌کند، به آنجا نیز رفتند و جمعیت را برانگیختند و آنها را تحریک کردند. برادران فوراً پولس را به ساحل فرستادند، اما سیلاس و تیموتائوس در بریا ماندند. مردانی که پولس را همراهی کردند او را به آتن آوردند و سپس با دستوراتی برای سیلاس و تیموتائوس رفتند تا در اسرع وقت به او بپیوندند.

## نگارخانه

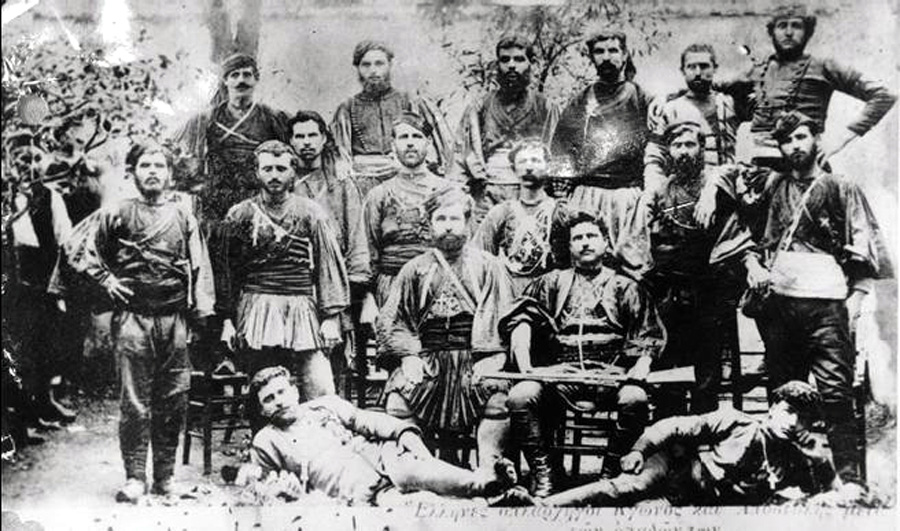
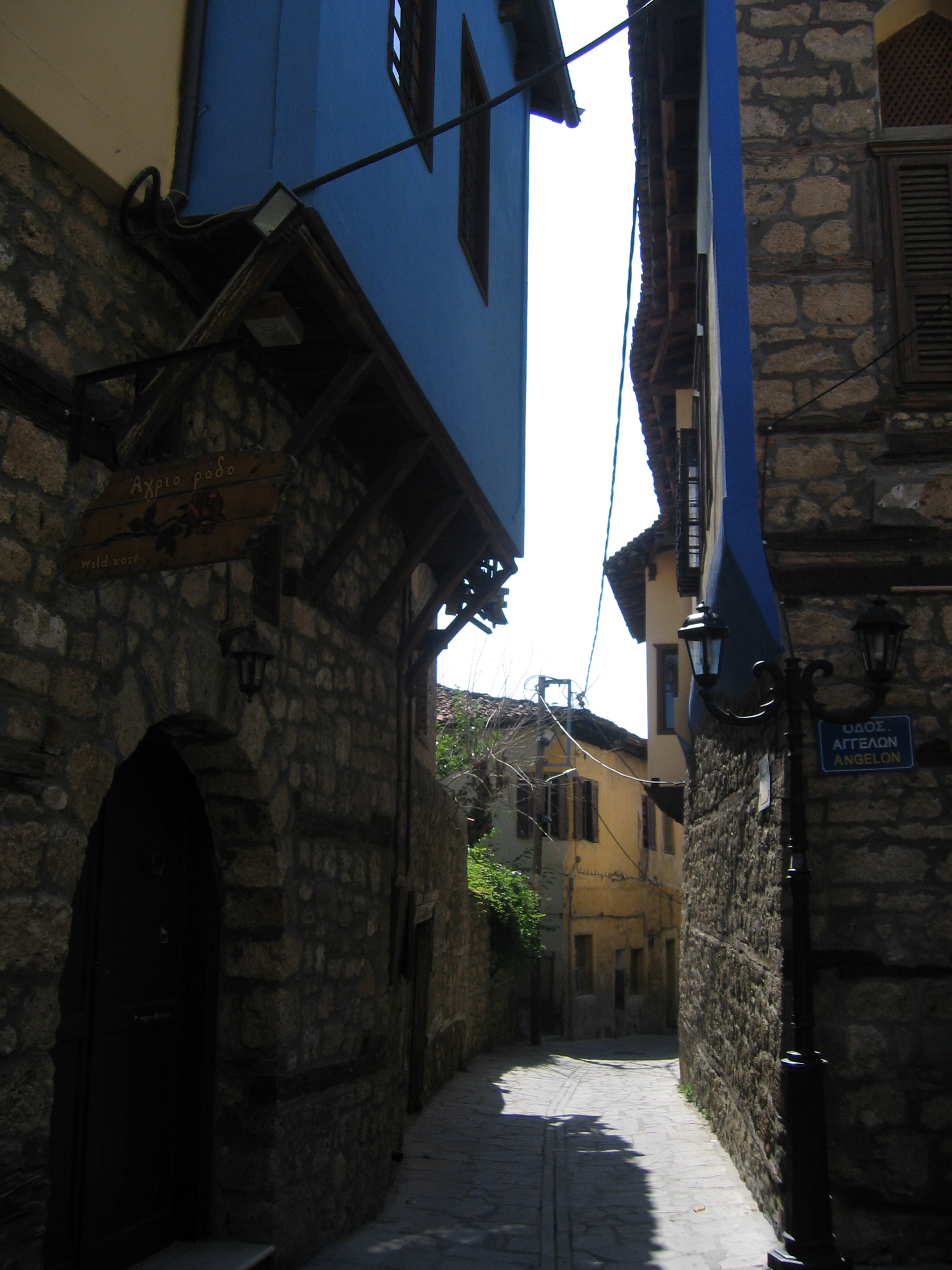
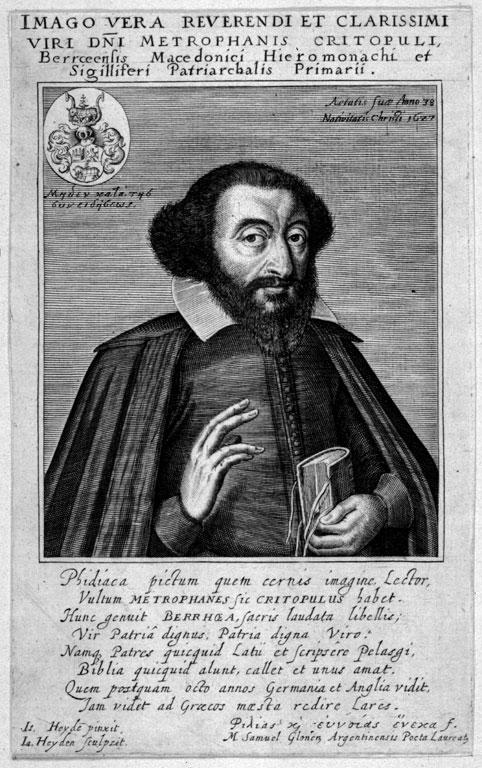